# Literatura fantasy w Polsce
Literatura fantasy w Polsce – fantasy jako gatunek w literaturze polskiej pojawiła się w latach 80. XX wieku, aczkolwiek ukazywały się wcześniej w kraju sporadyczne tłumaczenia utworów zagranicznych. Za pierwszy polski utwór fantasy uważane jest opowiadanie Twierdza Trzech Studni Jarosława Grzędowicza, opublikowane w 1982 roku w łódzkim tygodniku „Odgłosy”. Od tego czasu, zwłaszcza od przełomu wieków, fantasy stało się popularnym gatunkiem w polskiej fantastyce, obejmującym dziesiątki autorów oraz setki powieści i opowiadań. Najbardziej znanym polskim pisarzem fantasy jest Andrzej Sapkowski, autor cyklu o Wiedźminie. 

## Historia

### Do roku 1989
Według Katarzyny Kaczor (kulturoznawczyni z Uniwersytetu Gdańskiego) w Polsce literatura fantasy była marginalna do lat 80. XX wieku. Głównie były to utwory wywodzące się z kierowanej do młodszego czytelnika baśni literackiej, gatunku uważanego za jeden z pierwowzorów fantasy. Były wśród nich tłumaczone z języków obcych utwory Lewisa Carrolla (polski przekład Alicji w Krainie Czarów 1910), J.M. Barriego (polski przekład Piotrusia Pana 1913) czy Pameli L. Travers (polski przekład Mary Poppins 1938). Polskimi utworami tego rodzaju były m.in. wydane w 1913 Klechdy sezamowe i Przygody Sindbada Żeglarza Bolesława Leśmiana, Córka wodnicy Bronisławy Ostrowskiej (1916) czy Wio, Leokadio Joanny Kulmowej (1965),  (aczkolwiek można wyszukać starszych prekursorów takich, jak powieść historyczna Stara baśń Józefa Ignacego Kraszewskiego z 1874, która uważana jest za inspirację dla późniejszej fantasy słowiańskiej).
W latach 60. wydano w Polsce tolkienowskie opowieści o Śródziemiu (Hobbit, czyli tam i z powrotem w 1960 i Władca Pierścieni w latach 1961–1963), ale początkowo nie zdobyły one większej popularności. Sytuacja zaczęła zmieniać się na początku lat 80., gdy zaczęły w Polsce pojawiać się w coraz większej liczbie tłumaczenia angielskojęzycznych utworów fantasy (Czarnoksiężnik z Archipelagu Ursuli Le Guin w 1983, Świat Czarownic Andre Norton drukowany w jednych z pierwszych numerów w „Fantastyki” (9–10/1983), Opowieści z Narnii C.S. Lewisa w 1985, opowiadania o Conanie z Cymerii Roberta E. Howarda w 1986), a także filmy fantasy z Kina Nowej Przygody (takie jak Excalibur z 1981, Conan Barbarzyńca z 1982, Ciemny kryształ z tego samego roku czy Niekończąca się opowieść z 1984). Druga edycja dzieł Tolkiena, która ukazała się w Polsce w tym czasie, sprzedała się błyskawicznie, często „spod lady”.

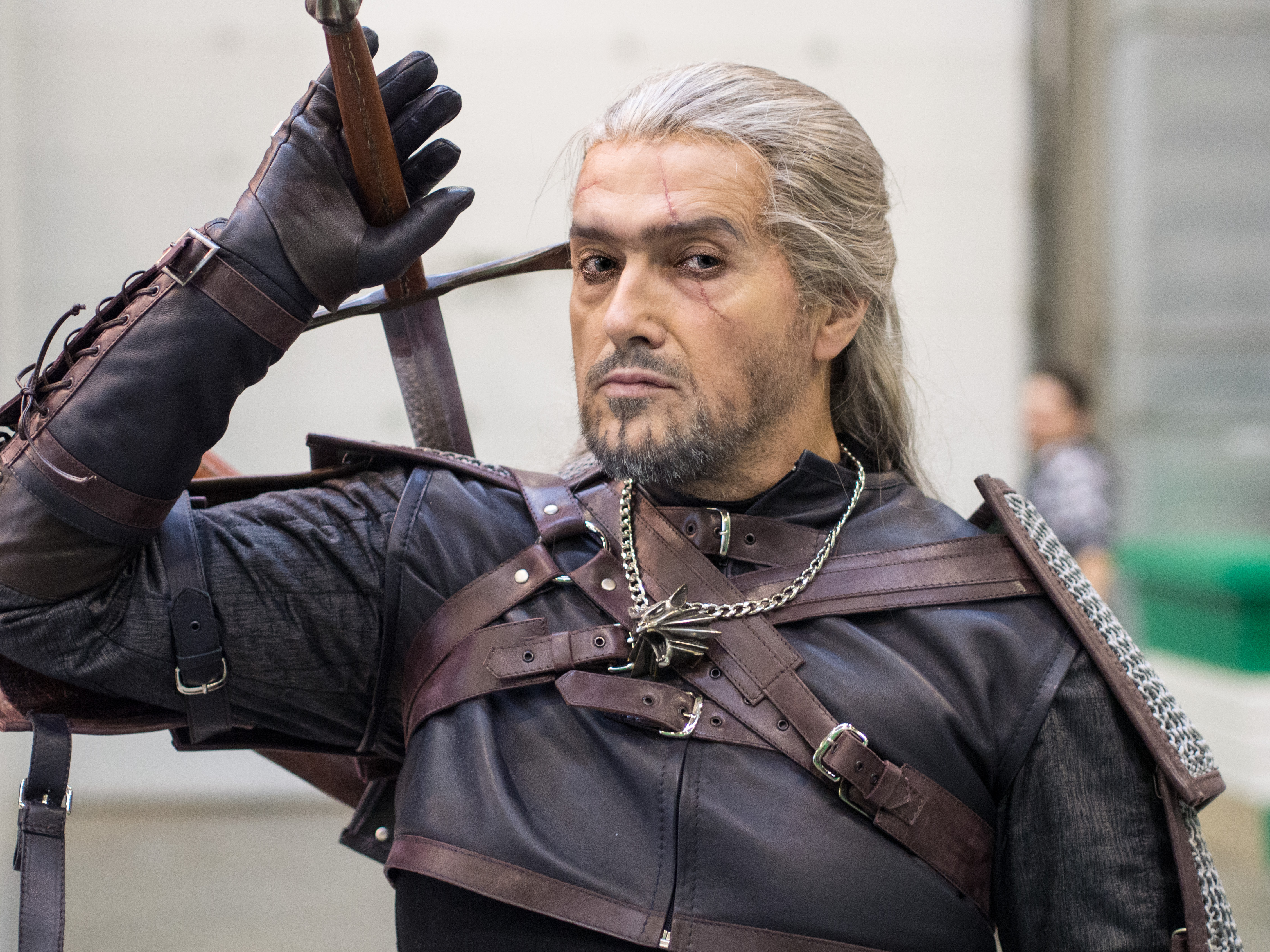
Cosplay Geralta z Rivii, klasycznego bohatera polskiej fantasy

Przeniknięcie zachodniej twórczości do Polski spowodowało pojawienie się tzw. „czwartej generacji” polskich pisarzy fantastyki (termin ukuty przez Macieja Parowskiego), czyli równocześnie pierwszej generacji polskich pisarzy fantasy (tj. Feliksa W. Kresa, Jacka Piekary, Andrzeja Sapkowskiego). Za pierwszy polski tekst tego gatunku uznaje się opowiadanie science fantasy Jarosława Grzędowicza Twierdza Trzech Studni w łódzkim tygodniku „Odgłosy” z 1982 roku. W 1984 na łamach polskich czasopism i fanzinów o fantastyce (tj. „Fantastyki” i „Feniksa”) ukazały się kolejne prekursorskie teksty takie, jak uznawane za pierwsze polskie opowiadanie miecza i czarów – Smok Piekary (1984), pierwsze polskie science fantasy Zabójcy czarownic Krzysztofa Kochańskiego, w 1985 pojawiły się w nich opowiadania Kresa o Szererze (Księga epizodów: Tylko deszcz dla Ayany, Kręgi), a w 1986 opowiadanie dające początek najbardziej znanemu polskiemu cyklowi fantasy – Wiedźmin Sapkowskiego. Teksty Kresa i Sapkowskiego, według Kaczor, „zdefiniowały polską fantasy”, tworząc podwaliny nowych uniwersów, interesujących także dorosłych czytelników. Mimo iż polscy pisarze tego okresu nie znali wszystkich znaczących utworów tego gatunku z literatury angielskojęzycznej, ich utwory od początku zerwały z klasycznymi, tolkienowskimi wizjami fantasy, wprowadzając m.in. bohaterów skonfliktowanych, cynicznych czy po prostu antybohaterów (takich jak wiedźmin Geralt). Innym innowacyjnym trendem była fantasy mitopoetycka zapoczątkowana przez Annę Borkowską w 1988 powieścią Gar’Ingawi Wyspa Szczęśliwa. Książka, która wkrótce zapoczątkowała cykl, nie jest opowieścią o przemocy (tematyką spopularyzowaną przez Sapkowskiego i Kresa), ale „baśniowym traktatem o miłości, wierze i władzy”.

### Lata 90. XX w.
W 1990 ukazały się utwory oparte na klasycznym, tolkienowskim wzorcu: powieść Śmierć magów z Yara Eugeniusza Dębskiego oraz zbiór opowiadań Skarby stolinów Rafała Ziemkiewicza. Gatunek fantasy nie był jeszcze spopularyzowany, i w tym samym roku Andrzej Niewiadowski oraz Antoni Smuszkiewicz w swoim Leksykonie polskiej literatury fantastycznonaukowej pisali, że „w literaturze polskiej fantasy nie cieszy się zbyt dużym zainteresowaniem”, a kilka lat później Sapkowski narzekał, że większość znaczących utworów fantasy dalej nie jest przetłumaczonych na j. polski. Równocześnie jednak, już na początku lat 90. pierwsze polskie teksty fantasy zostały nominowane, a następnie zdobyły Nagrodę im. Janusza A. Zajdla: w 1990 r. nagrodę otrzymał Sapkowski za opowiadanie z cyklu wiedźmińskiego, Mniejsze zło), w 1994 zwyciężył m.in. zbiór opowiadań Tkacz Iluzji Ewy Białołęckiej.
W miarę upływu lat fantasy usamodzielniło się na rynku wydawniczym w Polsce, czego przejawem były coraz liczniejsze publikacje książek i cyklów (m.in. Kresa i Sapkowskiego). Obok tekstów bardziej skomplikowanych i ambitnych, wykorzystując rosnącą popularność gatunku, pojawiły się też uproszczone teksty humorystyczno–rozrywkowe (m.in. Piekary, Dębskiego i Tomasza Bochińskiego – cykl o Moncku). W klimatach polskich osadził swoje humorystyczne opowiadania debiutujący w latach 90. Andrzej Pilipiuk (cykl o Jakubie Wedrowyczu wydawany od 1996 r.), a w arturiańskich – Krystyna Kwiatkowska powieść Morgan le Fay i rycerze Okrągłego Stołu (1998). W 1999 debiutowali Mirek Saski (pierwszy tom cyklu Pieśni o ludziach Ziemi) oraz Anna Brzezińska, której uniwersum Krainy Wewnętrznego Morza jest według Katarzyny Kaczor „najbardziej złożonym spośród polskich światów fantasy”. W tym samym roku Maja Lidia Kossakowska wydała pierwszy tom cyklu Zastępy anielskie. Jej uniwersum nawiązuje do pojęć religijnych (niebo, piekło itp.) i jest niekiedy klasyfikowane jako angel fantasy (lub angelic fantasy). Również w 1999 roku ukazała się inspirowana światami Kresa i Sapkowskiego Sagę o zbóju Twardokęsku Brzezińskiej.
Jeszcze przed nastaniem XXI wieku, z szerszego fandomu fantastycznego (fantastycznonaukowego) wyodrębnił się polski fandom fantasy, aczkolwiek według niektórych badaczy taki fandom istniał nawet w latach 80.

### XXI wiek, pierwsza dekada
Do wzorców pisarzy z lat 90. nawiązują popularne utwory z okresów późniejszych. Według Kaczor, światy Kresa i Sapkowskiego zainspirowały m.in. cykle: Achaja Andrzeja Ziemiańskiego (zapoczątkowany w 2001), Opowieści z meekhańskiego pogranicza Roberta M. Wegnera (od 2009), Wierni poddani cesarza Tomasza Piątka (2003–2004),  Sherwood (2001-2004) Tomasza Pacyńskiego i Sagę o czarokrążcy (2003–2004) Artura Baniewicza. Znaczący wpływ na późniejszych pisarzy miało też uniwersum Kossakowskiej, które według Kaczor zainspirowało m.in. Piotra Zwierzchowskiego (Sendilkelm, 2003), Annę Kańtoch (13 aniołów, 2007), Jakuba Ćwieka (cykl Loki, 2005–2012) i Krzysztofa Piskorskiego (Poczet dziwów miejskich, 2007).
Za odbiegające od tych wzorców, bardziej nietypowe o oryginalne utwory Kaczor uznaje także m.in. uniwersum Tomasza Kołodziejczaka łączące elementy fantastyki naukowej z fantasy (cykl Ostatnia Rzeczpospolita, debiutujący w 2002) i podobny pod tym względem Pan Lodowego Ogrodu Grzędowicza (2005–2014), filozoficzne new weird Inne pieśni Jacka Dukaja (2003), fantasy historyczne o Skandynawii Marcina Mortki (trylogia nordycka, 2003–2007) i jego późniejszą, inspirowaną historią wypraw krzyżowych trylogię Miecz i kwiaty (2008–2010), a także inspirowany folklorem z Huculszczyzny cykl Smoczogóry Wita Szostaka (2004–2005). Jako oryginalne oceniła też Wody głębokie jak niebo (2005) Brzezińskiej, i dzieła Kossakowskiej (Zastępy anielskie, Ruda sfora z 2007), Rafała Dębskiego (orientalne Łzy Nemezis, 2005). W tym okresie pojawiły się też pierwsze polskie utwory urban fantasy, za które Kaczor uważa Basztę czarownic Krzysztofa Kochańskiego z 2003 i Herbatę z kwiatem paproci Michała Studniarka z 2004, a także utwory steampunkowe (np. Zadra Piskorskiego z 2008 r.).
W pierwszej dekadzie XXI-wieku zaczęły też pojawiać się utwory osadzone w klimatach polskich i szerszej, słowiańskich (fantasy słowiańska). Według Kaczor, za małą popularność tej tematyki w polskiej fantasy do tego czasu odpowiedzialny jest Sapkowski, który w 1993 r. skrytykował umieszczanie fantasy w tej tematyce (w eseju Piróg albo Nie ma złota w Szarych Górach, opublikowanym w „Nowej Fantastyce” w 1993). Jednak na początku tej dekady Sapkowski osadził w tych klimatach swoją nową trylogię (trylogia husycka, 2001–2006); wkrótce po tym, znacznie zwiększyła się popularność tych klimatów (Studniarek, Herbata z kwiatem paproci, 2004; Piotr Patykiewicz, Odmieniec, 2006; Rafał Dębski, Kiedy w Bóg zasypia, 2007; Dariusz Domagalski, Cykl Krzyżacki z 2009). Magdalena Roszczynialska w 2009 r. zauważyła, że „akcja wielu polskich utworów i gier fantasy dzieje się w „epoce kontuszowej”; w klimatach sarmackich pisze także Jacek Komuda.
W pierwszej dekadzie XXI debiutowali liczni nowi polscy autorzy fantasy, m.in. Baniewicz, Mortka, Piskorski, Adam Przechrzta (Pierwszy krok, 2008), Iwona Surmik (Dylogia o Albanie, 2002–2003) oraz Szostak. W 2012 Maciej Świerkocki do "młodych polskich pisarzy młodszego pokolenia" (po Sapkowskim) zaliczył Brzezińską, Dębskiego, Pilipiuka, Dukaja i Mirosławę Sędzikowską.

### XXI wiek, kolejne dekady
Inni znaczący autorzy polskiej fantasy XXI wieku, których twórczość zaczęła być zauważana w kolejnych dekadach, to m.in. pisząca w klimatach urban fantasy Marta Kisiel (Dożywocie, 2010; Siła niższa, 2016), a także Agnieszka Hałas (Dwie karty, 2012), Aneta Jadowska (Heksalogia Dory Wilk, 2012–2014) Magdalena Kubasiewicz (Spalić wiedźmę, 2015), Katarzyna Berenika Miszczuk (seria Kwiat paproci, 2016-) i Radek Rak.

## Odbiór
W XXI wieku fantasy stało się bardzo popularnym gatunkiem w polskiej fantastyce. W 2012 Marcin Zwierzchowski szacował, że nakłady fantasy w Polsce, podobnie jak na świecie, są większe od innych gatunków fantastyki. W 2014 Katarzyna Kaczor szacowała, że istnieje obecnie „ponad tysiąc opowiadań i kilkaset powieści” tego gatunku, z których większość została opublikowana w XXI wieku przez wydawnictwa superNOWA, Fabryka Słów i Agencja Wydawnicza Runa. Pisząc w 2017 roku, Kaczor uznała ten gatunek za należący do najbardziej znanych elementów polskiej kultury popularnej i jeden z najbardziej rozpoznawalnych fenomenów kulturowych w Polsce.
Mimo rosnącej popularności polska fantasy jest gatunkiem, który dalej jest stosunkowo słabo zauważalny i dyskutowany przez badaczy, nawet gdy dyskurs krytyczny i badania nad fantastyką naukową stają się coraz częstsze, co jest powiązane z szerszą zmianą związaną z rosnącym dowartościowaniem badań literatury popularnej w polskim dyskursie naukowym. Stosunkowo słaba reputacja fantasy wśród polskich krytyków i badaczy literatury zapoczątkowana została od czasów polskiej publikacji utworów Tolkiena w latach 60., którego twórczość została przez polskich czytelników i literaturoznawców w większości zignorowana lub zakwalifikowana do literatury dziecięcej jako nowoczesna baśń (w 1967 Piotr Kucewicz zaklasyfikował te utwory jako „baśń dla dorosłych”, co stało się pierwszym z polskich synonimów określenia tego gatunku). Słabe zrozumienie i niską popularność fantasy w Polsce w tym okresie tłumaczy się brakiem dostępu do większości pozycji literatury światowej (zwłaszcza anglosaskiej, gdzie głównie rozwijał się ten gatunek), a także deprecjonującej oceny tego gatunku dokonanej przez Stanisława Lema w jego Fantastyce i futurologii (1970), przez co przez wiele lat (według niektórych badaczy, do dziś) gatunek ten w Polsce, także w środowisku fanów i pisarzy fantastyki, uznawany był za „konwencję trywialną i niewartą uwagi”, niewarty zarówno krytyki literackiej, jak i samego tworzenia. Lem był także pierwszym polskim krytykiem, który użył terminu „fantasy” w polskim dyskursie literackim. Za kamienie milowe w rozumieniu fantasy przez polskich krytyków, Kaczor uznała, chronologicznie, prace Kuncewicza, Lema, Marka Wydmucha (artykuł Goście w raju i Gra ze strachem, 1975), Andrzeja Niewiadowskiego (m.in. artykuł „Fantasy” z 1984, i późniejszy Leksykon polskiej literatury fantastycznonaukowej z 1990 Niewiadomskiego i Antoniego Smuszkiewicza) i Andrzej Sapkowskiego (m.in. esej Piróg albo Nie ma złota w Szarych Górach z 1993 i Rękopis znaleziony w Smoczej Jaskini, 2001).
Fantasy jest także traktowana jak młodsza i mniej poważna dziedzina fantastyki przez wielu starszych członków polskiego fandomu; analogicznie do poglądu o prymacie literatury nad innymi rodzajami utworów artystycznych. Sytuacja fantasy ulega jednak stałej poprawie – powoli pojawiają się badania tego gatunku, a także uznanie go przez środowiska głównonurtowe, np. w formie przyznania nagrody „Paszport Polityki” Sapkowskiemu (już w 1998 roku), którego cykl o wiedźminie jest uznawany za symptom wzrostu zainteresowania tym gatunkiem. Utwory Sapkowskiego były tłumaczone na inne języki, zostały też zekranizowane i zaadaptowane w formie popularnej serii gier komputerowych). W 2020 za powieść fantasy Baśń o wężowym sercu albo wtóre słowo o Jakóbie Szeli Radek Rak otrzymał Nagrodę Literacką „Nike”.

## Charakterystyka
Katarzyna Kaczor wyróżniła następujące elementy charakterystyczne polskiej fantasy (zwłaszcza okresu lat 80. do przełomu wieków), przypisując je formotwórczym elementom związanym z definicją tego gatunku przez Stanisława Lema w jego Fantastyce i futurologii (1970), a następnie wzorcom stworzonym przez popularnych polskich prekursorów tego gatunku (Sapkowskiego, Kresa i Piekarę):
- jest to literatura adresowana do czytelników dorosłych,
- przedstawiony świat jest zbrutalizowany i odbiega od bajkowego biało-czarnego schematu i walki dobra ze złem, prezentując „przynależną realizmowi całą gamą szarości”, a także rzadki jest motyw dobrego zakończenia,
- intryga podporządkowuje sobie bohaterów i świat, co powoduje, że popularne są utwory o „bohaterach rozwiązujących różnego rodzaju zagadki”,
- popularne jest serialowe tworzenie cyklów podobnych opowiadań, które jednak nie pozwalają na bardziej szczegółowe opisanie świata (uniwersum), a także ewolucję bohaterów,
- nawiązywanie do tekstów zarówno klasycznych, jak i nowoczesnej popkultury,
- używanie współczesnej, powszechnej polszczyzny,
- ironiczna, pastiszowa warstwa komiczno-humorystyczna.

Popularny rodzaj bohatera polskiej fantasy to antybohater, „naznaczony obcością Innego”, a także mający cechy superbohatera lub bohatera akcji („sprawnie posługujący się orężem”).
Kaczor zauważyła także, że powyższa charakterystyka w mniejszym stopniu oddaje utwory nowsze, z XXI wieku, które kontestują twórczość polskich pisarzy fantasy pierwszej generacji, i podejmują się, czy to tworzenia klasycznego fantasy, czy też innych jego podgatunków (fantasy wysoka, niska, mitopoetyczna, magii i miecza, przygodowa, mroczna, science fantasy, miejska, humorystyczna, zaginionych cywilizacji czy historyczna).